# 奇斯基利亞區
5°53′S 78°44′W / 5.883°S 78.733°W
奇斯基利亞區（西班牙語：Distrito de Chisquilla），是秘魯的一個區，位於該國北部亞馬遜大區的邦加拉省，始建於1946年7月20日，面積175平方公里，海拔高度2,070米，2005年人口352，人口密度每平方公里2人。